# 福雷斯特城鎮區 (伊利諾伊州梅森縣)
福雷斯特城鎮區（英語：Forest City Township）是位於美國伊利諾伊州梅森縣的一個行政鎮區。

## 地方資料
根據2010年美國人口普查的數據，福雷斯特城鎮區的面積為86.30平方千米，當中陸地面積為86.30平方千米，而水域面積為0.00平方千米。當地共有人口485人，而人口密度為每平方千米5.62人。